# Safá a Marwá

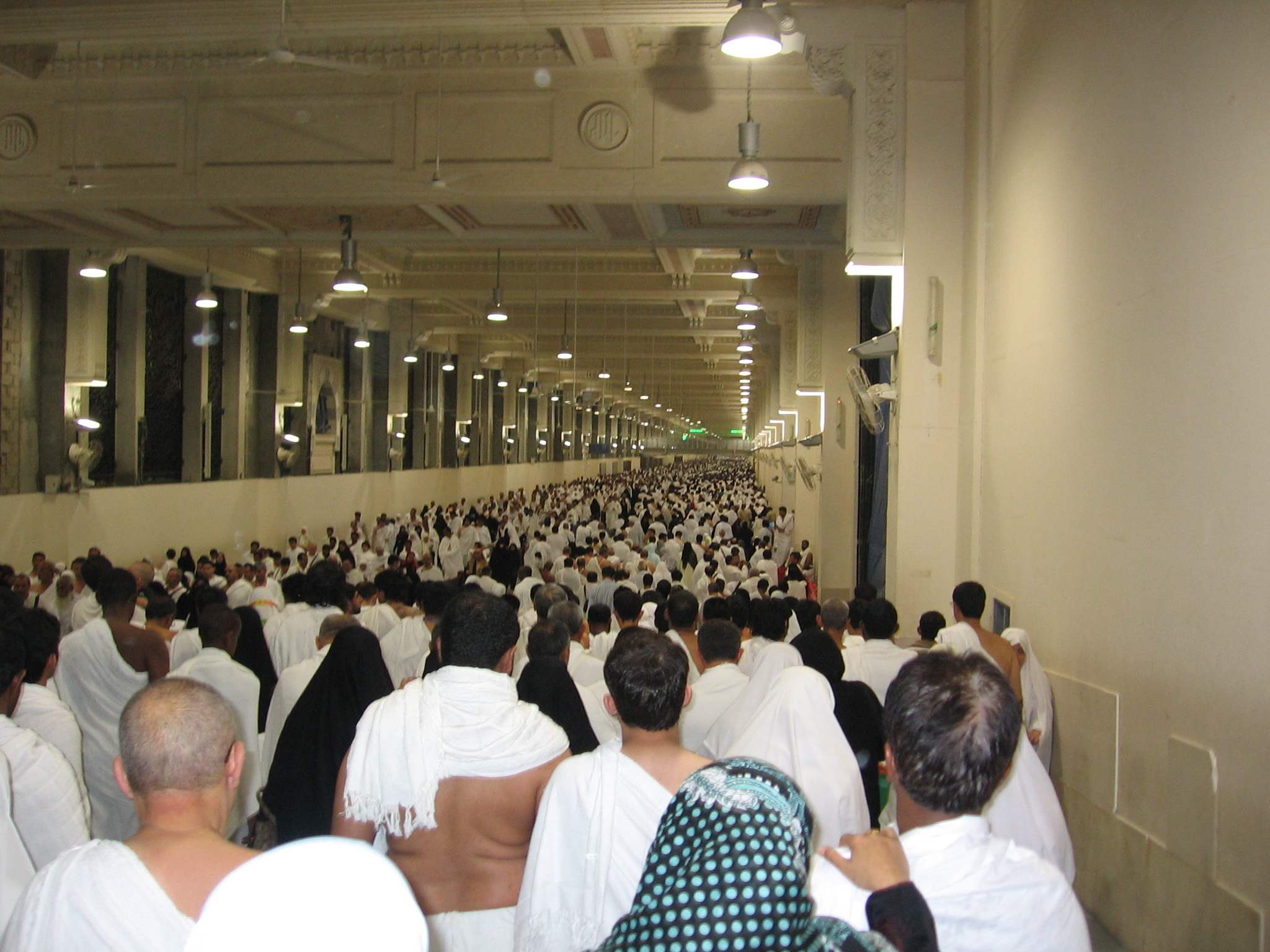
Zastřešený prostor mezi pahorky Safá a Marwá ve Velké mešitě

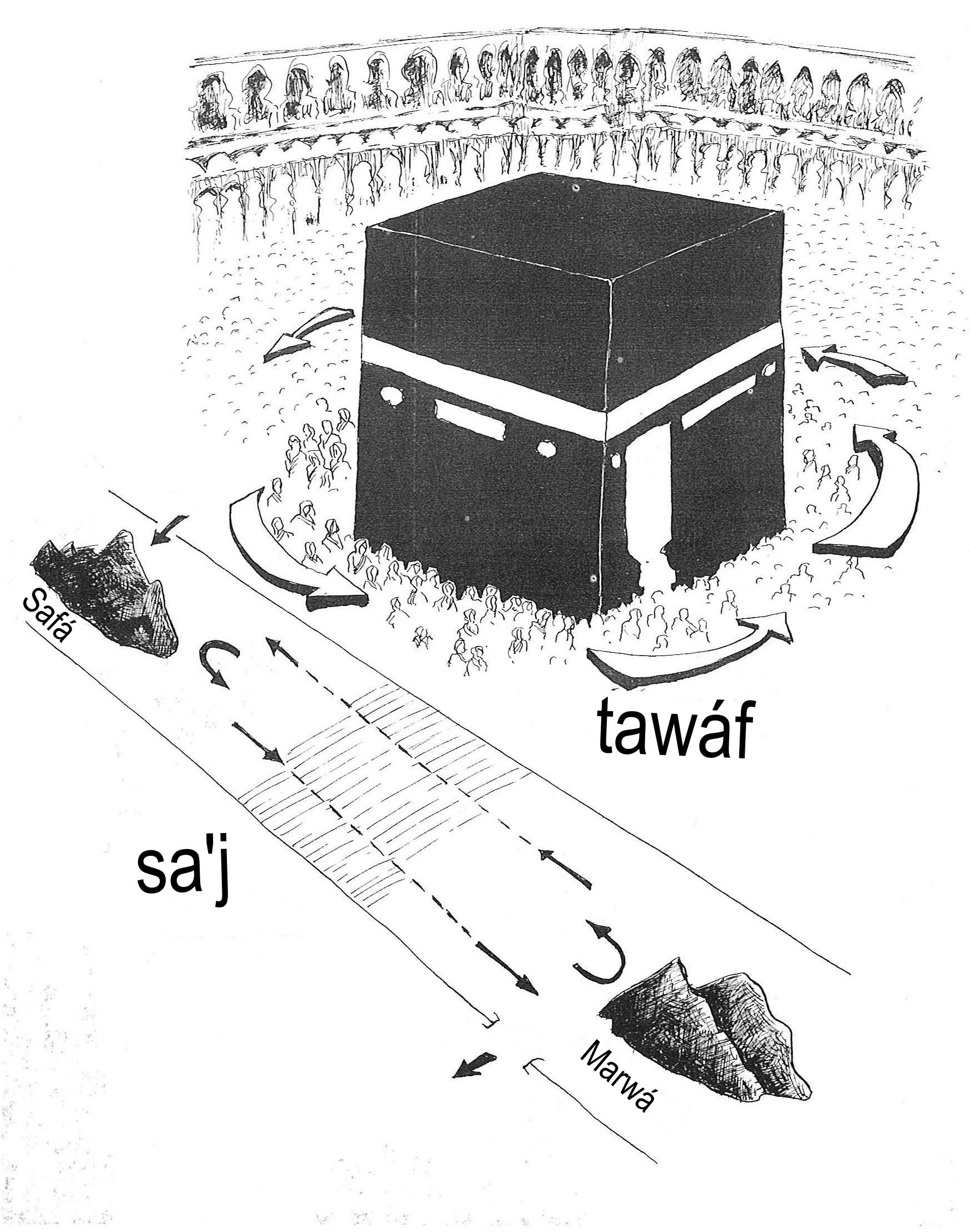
Schema rituální pouti

Safá a Marwá (arabsky الصفا‎, aş-Şafā a المروة‎, al-Marwá) jsou dva pahorky nacházející se v prostoru Velké mešity v Mekce, mezi nimiž muslimové během hadždže a umry putují sedmkrát tam a zpátky.